# Frigyes Schulek
Frigyes Schulek (Peste, 19 de novembro de 1841 - Balatonlelle, 5 de setembro de 1919) foi um arquiteto húngaro, professor na Universidade de Tecnologia e Economia de Budapeste e membro da Academia Húngara das Ciências (Magyar Tudományos Akadémia).